# Henrik Dam
Henrik Dam tên đầy đủ là Carl Peter Henrik Dam (21.2.1895 -17.4.1976) là nhà hóa sinh và sinh lý học người Đan Mạch, đoạt giải Nobel dành cho Sinh lý và Y học năm 1943
Henrik Dam sinh tại Copenhagen, tốt nghiệp Viện kỹ thuật bách khoa Đan Mạch năm 1920. Dam được bổ nhiệm làm trợ giáo môn hóa sinh ở trường nông nghiệp và Thú y Đan Mạch. Năm 1923 Dam làm trợ giáo ở Phòng thí nghiệm sinh lý của trường đại học Copenhagen. Năm 1925 Dam sang nghiên cứu môn hóa học vi lượng (Microchemistry) tại trường đại học Graz (Áo) dưới sự hướng dẫn của giáo sư Fritz Pregl (giải Nobel Hóa học 1923). Năm 1928 Dam trở về làm trợ lý giáo sư tại Viện Hóa Sinh Copenhagen.
Năm 1934 Dam viết luận án "Nogle undersøgelser over Sterinernes Biologiske Betydning" (Some investigations on the biological singificance of the Sterines) và nhận bằng tiến sĩ của đại học Copenhagen. Năm 1941 Dam được bổ nhiệm làm giáo sư tại trường kỹ thuật bách khoa Đan Mạch (nay là trường Đại học kỹ thuật Đan Mạch). Năm 1942 - 1945 Dam sang nghiên cứu tại trường đại học Rochester (New York) và Viện nghiên cứu y học Rockefeller (Rockefeller Institute for Medical Research) (Hoa Kỳ). Dam đã công bố 315 bài nghiên cứu trên các tạp chí khoa học khắp thế giới.
Năm 1943 Henrik Dam được nhận giải Nobel dành cho Sinh lý và Y học về công trình phát hiện Vitamin K và vai trò của nó trong sinh lý con người